# 西尾保示
西尾 保示（にしお やすじ、1951年12月7日 - ）は、日本の実業家。テクノプロ・ホールディングス代表取締役社長兼最高経営責任者、テクノプロ代表取締役社長。

## 人物・経歴
愛知県出身。1974年名古屋大学法学部卒業、日本長期信用銀行入行。2000年日本長期信用銀行管理部長。同年山佐常務執行役員。2004年セコムメディカルリソース専務取締役。2005年あんしん会四谷メディカルキューブ常務理事。2006年昭和地所CFO兼財務部長。2007年国際興業専務執行役員兼CFO。2008年グッドウィル・グループ取締役兼CFO。2009年ラディアホールディングス常務執行役員兼CFO。2010年アドバンテージ・リソーシング・ジャパン常務取締役兼CFO。2012年テクノプロ・ホールディングス常務取締役兼CFO兼財務経理本部長。2013年テクノプロ・ホールディングス代表取締役社長兼CEO兼CFO兼財務経理本部長。2014年テクノプロホールディングス代表取締役社長兼CEO及びテクノプロ代表取締役社長に就任。同年東京証券取引所市場第一部に上場し、アベノミクスによる企業業績の回復などを受け、高度専門職業人の育成などを進めた。